# 3-Méthylcrotonyl-coenzyme A
La 3-méthylcrotonyl-coenzyme A, abrégée en 3-méthylcrotonyl-CoA, est le thioester de l'acide 3-méthylcrotonique avec la coenzyme A. C'est un intermédiaire du métabolisme de la leucine. La 3-méthylcrotonyl-CoA se forme par action de l'isovaléryl-CoA déshydrogénase sur l'isovaléryl-CoA.